# فهد خلفان (لاعب كرة قدم إماراتي)
فهد خلفان المسماري (مواليد 21 أغسطس 1990، لاعب كرة قدم إماراتي يجيد اللعب في الوسط .

## مسيرة اللاعب
لعب مع نادي الوحدة في الفئات السنية و نادي الفجيرة و نادي الشباب و نادي دبا الفجيرة ونادي الإمارات ونادي البطائح ونادي التعاون ونادي الحمرية.

## روابط خارجية
- فهد خلفان على موقع Soccerway.com (الإنجليزية)